# Prvenstvo BLP 1926-1927
Il Prvenstvo Beogradskog loptičkog podsaveza 1926./27., in cirillico Првенство Београдског лоптичког подсавеза 1926./27., (it. "Campionato della sottofederazione calcistica di Belgrado 1926-27") fu la ottava edizione del campionato organizzato dalla Beogradski loptački podsavez (BLP).
Il torneo fu vinto dal BSK Belgrado, al suo quarto titolo nella BLP.

Questa vittoria diede ai biancorossi l'accesso al Državno prvenstvo 1927 (il campionato nazionale jugoslavo) assieme ai vincitori delle altre sottofederazioni.
Il campionato era diviso era diviso fra le squadre di Belgrado città (divise in più classi, razred) e quelle della provincia (divise in varie parrocchie, župe). La vincitrice della 1. razred disputava la finale sottofederale contro la vincente del campionato provinciale.

## Prima classe "A"

### Classifica
|                   | Pos. | Squadra            | Pt | G  | V  | N | P | GF | GS | QR    |
| ----------------- | ---- | ------------------ | -- | -- | -- | - | - | -- | -- | ----- |
|                   | 1.   | BSK Belgrado       | 20 | 10 | 10 | 0 | 0 | 49 | 13 | 3,769 |
|                   | 2.   | Jugoslavija        | 11 | 10 | 5  | 1 | 4 | 24 | 14 | 1,714 |
|                   | 3.   | Soko Belgrado      | 11 | 10 | 5  | 1 | 4 | 32 | 25 | 1,280 |
|                   | 4.   | Jedinstvo Belgrado | 11 | 10 | 4  | 3 | 3 | 26 | 21 | 1,238 |
|                   | 5.   | Slavija Belgrado   | 5  | 10 | 2  | 1 | 7 | 14 | 47 | 0,297 |
|                   | 6.   | Šumadija Belgrado  | 2  | 10 | 1  | 0 | 9 | 15 | 40 | 0,375 |
| Fonte: exyufudbal |      |                    |    |    |    |   |   |    |    |       |

Legenda:
      Campione della BLP ed ammessa al campionato nazionale.
  Partecipa agli spareggi per l'accesso al campionato nazionale.
      Retrocessa nella classe inferiore.
Note:
Due punti a vittoria, uno a pareggio, zero a sconfitta.

### Risultati
Andata:
03.10.1926. Šumadija – Slavija 2–4
10.10.1926. BSK – Soko 5–3, Jedinstvo – Šumadija 6–2
24.10.1926. Soko – Šumadija 4–0, Jedinstvo – Jugoslavija 1–3, BSK – Slavija 6–1 (interrotta al 12º minuto, recuperata il 17.12.1926)
31.10.1926. Jugoslavija – Šumadija 3–0 (a tavolino), Jedinstvo – BSK 1–4, Soko – Slavija 3–1
14.11.1926. Soko – Jugoslavija 1–5, BSK – Šumadija 5–3, Jedinstvo – Slavija 4–1
21.11.1926. BSK – Jugoslavija 2–0
28.11.1926. Jedinstvo – Soko 2–2
02.01.1927. Jugoslavija – Slavija 5–1
Ritorno:
13.03.1927. Jugoslavija – Soko 0–3, BSK – Šumadija 7–1
27.03.1927. Jedinstvo – Soko 5–2, Jugoslavija – Šumadija 1–3
03.04.1927. Soko – Šumadija 4–0, BSK – Jedinstvo 4–2, Jugoslavija – Slavija 5–0
17.04.1927. Jedinstvo – Šumadija 3–1, Soko – Slavija 10–1
01.05.1927. BSK – Jugoslavija 2–1
08.05.1927. Jedinstvo – Slavija 1–1
22.05.1927. Slavija – Šumadija 3–0, BSK – Soko 3–0, Jugoslavija – Jedinstvo 1–1
29.05.1927. BSK – Slavija 11–1

## Provincia

### Beogradska župa

#### Zemun
```
   Squadra                         G   V   N   P   GF  GS  Q.Reti  Pti
1  
Šparta Zemun
                    8   6   1   1   24  9   2,667   13									
2  
Vitez Zemun
                     8   6   0   2   35  7   5,000   12									
3  ZAŠK Zemun                      8   5   1   2   30  10  3,000   11									
4  
Građanski Zemun
                 8   2   0   6   10  33  0,303   4									
5  Trgovačka omladina Zemun        8   0   0   8   6   46  0,130   0
```

#### Pančevo
```
   Squadra                         G   V   N   P   GF  GS  Q.Reti  Pti
1  Pančevački SK Pančevo           4   3   0   1   9   7   1,286   6
2  Banat Pančevo                   4   2   1   1   9   6   1,500   5
3  Borac Pančevo                   4   0   1   3   4   9   0,444   1
```

#### Finale Beogradska župa
```
Šparta Zemun
 - Pančevački SK Pančevo      non disputata
```

### Banatska župa
```
   Squadra                         G   V   N   P   GF  GS  Q.Reti  Pti
1 
Obilić Veliki Bečkerek
          8   5   1   2   27  15  1,800   11									
2  Srbija Velika Kikinda           8   4   2   2   22  11  2,000   10									
3  Željeznički SK Veliki Bečkerek  8   3   3   2   15  14  1,071   9									
4  Dušan Silni Vršac               8   3   2   3   20  17  1,176   8									
5  Viktorija Vršac                 8   0   2   6   4   31  0,129   2
```

### Novosadska župa
```
   Squadra                         G   V   N   P   GF  GS  Q.Reti  Pti
1  
Mačva Šabac
                     8   6   0   2   25  10  2,500   12									
2  
NAK Novi Sad
                    8   5   0   3   18  15  1,200   10									
3  
NTK Novi Sad
                    8   5   0   3   15  17  0,882   10									
4  
Vojvodina
                       8   3   0   5   18  14  1,286   6									
5  Građanski Petrovaradin          8   1   0   7   7   27  0,259   2
```

### Moravska župa
```
   Squadra                         G   V   N   P   GF  GS  Q.Reti  Pti
1  Momčilo Leskovac                14  9   3   2   31  11  2,818   21									
2  Car Lazar Kruševac              14  8   3   3   42  13  3,231   19									
3  Josif Leskovac                  14  8   3   3   26  14  1,857   19									
4 
Građanski Niš
                   14  7   3   4   27  14  1,929   17									
5  Pobeda Niš (-6)                 13  6   0   7   13  24  0,542   6									
6  
Sinđelić Niš
                    13  3   0   10  17  34  0,500   6									
7  RSK Sloboda Leskoviac (-2)      14  2   2   10  11  56  0,196   4									
8  Jug Bogdan Prokuplje (-10)      14  4   2   8   21  22  0,955   0
```

### Šumadijska župa
```
   Squadra                         G   V   N   P   GF  GS  Q.Reti  Pti									
1 
Šumadija Kragujevac
             4   3   1   0   19  3   6,333   7									
2  Slavija Kragujevac              4   1   2   1   6   8   0,750   4									
3 
Mladi radnik Kragujevac
         4   0   1   3   4   18  0,222   1
```

### Skopska župa

#### Grad Skoplje
```
   Squadra                         G   V   N   P   GF  GS  Q.Reti  Pti
1 
Pobeda Skoplje
                  5   4   1   0   22  7   3,143   9									
2 
Skopski SK Skoplje
              5   4   0   1   17  5   3,400   8									
3 
Građanski Skoplje
               5   2   2   1   18  9   2,000   6									
4  Sparta Skoplje                  5   1   2   2   7   11  0,636   4									
5  Babunski Veles                  5   0   2   3   2   19  0,105   2									
6 
Belasica Strumica
               5   0   1   4   4   19  0,211   1
```

#### Bitoljska župa
```
   Squadra                         G   V   N   P   GF  GS  Q.Reti  Pti								
1 
SK Bitolj
                       7   7   0   0   28  0   0,000   14									
2  Balkan Bitolj                   7   4   1   2   14  10  1,400   9									
3  Makedonija Bitolj               4   2   1   1   8   10  0,800   5									
4  Hajduk Bitolj                   6   1   0   5   3   15  0,200   2									
5  Jedinstvo Bitolj                6   0   0   6   0   18  0,000   0
```

#### Finale Skopska župa
```
Pobeda Skoplje
 - 
SK Bitolj
                 4-0
```